# Sakiko Fukuda-Parr
Pour les articles homonymes, voir Fukuda.
Sakiko Fukuda-Parr (サ キ コ ・ フ ク ダ ・ パ ー 、 福田 咲 子) (née en 1950)  est une économiste du développement japonaise, reconnue pour son travail sur le Programme des Nations Unies pour le développement (PNUD) et pour ses publications.

## Biographie
Fukuda-Parr naît en 1950 à Tokyo, au Japon. Elle suit différents cursus dans les domaines de la culture, des affaires internationales et des sciences humaines à l'Université de Cambridge (Diplôme en sciences sociales et politiques), Sussex (Maîtrise en économie) et la Fletcher School of Law and Diplomacy (Maîtrise en droit et diplomatie (MALD). Elle acquiert son point de vue sur le monde en s'installant à Tokyo, Londres, Washington DC et Manille. Elle se marie avec Francis Parr avec qui elle a deux enfants, Nicholas et Henry. Elle réside actuellement dans le quartier ouest de Manhattan.

## Carrière
Dès 1973, lorsque Fukuda-Parr participe au Programme des jeunes professionnels à la Banque mondiale, elle joue un rôle international important dans le domaine de la mondialisation, de la pauvreté et de l'économie. Elle s'intéresse particulièrement à la technologie, aux droits de l'homme, au genre, au développement des compétences et aux structures d'aide.
Fukuda-Parr travaille comme agent de crédit à la Banque mondiale (1974 à 1979), puis elle est conseillère technique en économie agricole au Programme des Nations Unies pour le développement (1979 à 1985). Elle est ensuite conseillère résidente adjointe au Burundi (1985 à 1987), puis économiste principale et directrice adjointe du Bureau régional pour l'Afrique (1986 à 1991) et chef de la division Afrique de l'Ouest (1992 à 1994). Grâce à ce parcours et à son expérience, Fukuda-Parr devient Directrice du bureau du rapport sur le développement humain (PNUD, 1995 à 2006).
De par ses fonctions de chargée de prêts à la Banque mondiale et de directrice au PNUD, Fukuda-Parr se déplace dans le monde entier (Burundi, Maroc et Turquie par exemple). Ainsi elle acquiert des connaissances sur le processus de développement humain, en particulier « la démocratie, la diversité culturelle et les droits de l'homme ». Pour promouvoir la prise de conscience des vastes inégalités qui séparent le sexe, la race et la classe, Fukuda-Parr contribue à la publication de propositions fondées sur la recherche et des travaux politiques sur l'efficacité de la coopération technique et le renforcement des compétences.
Depuis son départ du PNUD, Fukuda-Parr travaille comme professeur à la School of International and Public Affairs de l'Columbia University, à la Kennedy School of Government de l'Harvard University et au Graduate Program in International Affairs de la New School.
En novembre 2016, Fukuda-Parr est nommée par le Secrétaire général des Nations unies, Ban Ki-moon, au Groupe de haut niveau sur la problématique de l'accès aux médicaments, coprésidé par Ruth Dreifuss, ancienne présidente de la Suisse et Festus Mogae, ancien président du Botswana. Elle siège également au conseil consultatif d'Academics Stand Against Poverty (ASAP) et au Groupe indépendant de la gouvernance globale pour la santé à l'Université d'Oslo / The Lancet.
Elle est co-lauréate du prix Grawemeyer 2019 pour ses idées pour améliorer l'ordre mondial.

## Travaux et publications
Fukuda-Parr, en sus de ses contributions aux rapports annuels sur le développement humain, écrit et édite plusieurs ouvrages, dont Repenser la coopération technique : réformes pour le renforcement des compétences en Afrique ; Capacité de développement : nouvelles solutions aux problèmes anciens  et La révolution génétique : cultures OGM et développement inégal,,. Elle  participe également à  plusieurs projets de revues et écrit des chapitres de livres concernant le développement des compétences et les droits de l'homme. En tant que rédactrice, elle fonde le Journal of Human Development (fondé en 2000, parution annuelle), coédite Readings in Human Development : Concepts, Measures and Policies for a Development Paradigm et fait partie du comité de rédaction de Feminist Economics.

## Focus
Dans ses textes, elle souligne le manque de parité sociale à l'échelle internationale. Selon Fukuda-Parr, les inégalités existent dans l'éducation, la distribution des ressources, les droits des femmes et les revenus. En dépit de ces inégalités, Fukuda-Parr reste toutefois optimiste face aux changements sociaux et économiques. Son rôle dans les Objectifs du millénaire pour le développement, entre autres initiatives, a marqué sa différence dans les guerres contre la pauvreté et les inégalités. Elle continue de lutter pour obtenir de véritables droits de l'homme à tous les niveaux.

## Regard sur l'avenir -Pauvreté et inégalité - Défis à l'ère de la mondialisation
Dans L'aventure de la paix, le chapitre de Fukuda-Parr, « Pauvreté et inégalité - Défis à l'ère de la mondialisation »  décrit le défi central qui divise intrinsèquement la société : l'orientation de la mondialisation. Pour résumer ses travaux et ses convictions, Fukuda-Parr exhorte les nations à réorienter la mondialisation afin qu'elle profite à tous les pays et à tous les peuples, à promouvoir la démocratie en tant que force pour une plus grande justice sociale et à lutter contre la pauvreté dans le cadre de l'agenda pour la sécurité collective. Les questions critiques (telles que le VIH / sida, les migrations, les liens entre le développement et les conflits, la diversité culturelle et la gouvernance mondiale) peuvent être traitées, selon elle, de manière plus appropriée s'il existe une solidarité mondiale et une « forme inclusive » de la mondialisation.